# 聖城旅 (巴勒斯坦)
聖城旅，或称耶路撒冷旅（阿拉伯文：سرايا القدس‎，英文：Al-Quds Brigades，簡稱AQB），是巴勒斯坦伊斯蘭主義者所組織的巴勒斯坦伊斯蘭聖戰組織（PIJ）的準軍事組織，該組織是加薩走廊地帶中僅次於哈瑪斯的第二大武装集團。AQB的領導人是位在敘利亞大馬士革的Ziyad al-Nakhalah。該組織在加薩走廊地帶的負責人，是2019年11月被殺害的巴哈·阿布·阿尔-阿塔。
AQB的上級組織PIJ，致力於建立一個伊斯蘭國家，其根據地位於1948年以前，英屬巴勒斯坦地理邊界內的巴勒斯坦人的合法居住區域。它拒絕參加有關交換以色列和巴勒斯坦定居點的政治進程或談判。PIJ由伊朗提供多數資金。

## 歷史
圣城旅由Fathi Shaqaqi和Abd Al Aziz Awda于1981年在加沙建立，持續活跃於西岸和加沙地带，尤其是杰宁镇。Awda于1995年1月23日，被美国指定为「特别指定恐怖分子」，Shiqaqi則於1995年10月26日在马耳他被暗杀。
该组织对以色列平民进行多次袭击，包括自杀式爆炸，并遭受了以色列国防军 (IDF)对其基础设施进行的大规模行动，导致该组织遭受严重损失，到2004年為止已被大為削弱。

## 外部連結
- سرايا القدس (Saraya al-Quds) （页面存档备份，存于）